# Monte Bellino
Il monte Bellino (2942 m) è una montagna delle Alpi Cozie, situata interamente in territorio italiano sullo spartiacque tra la Valle Varaita e la Valle Maira.

## Caratteristiche

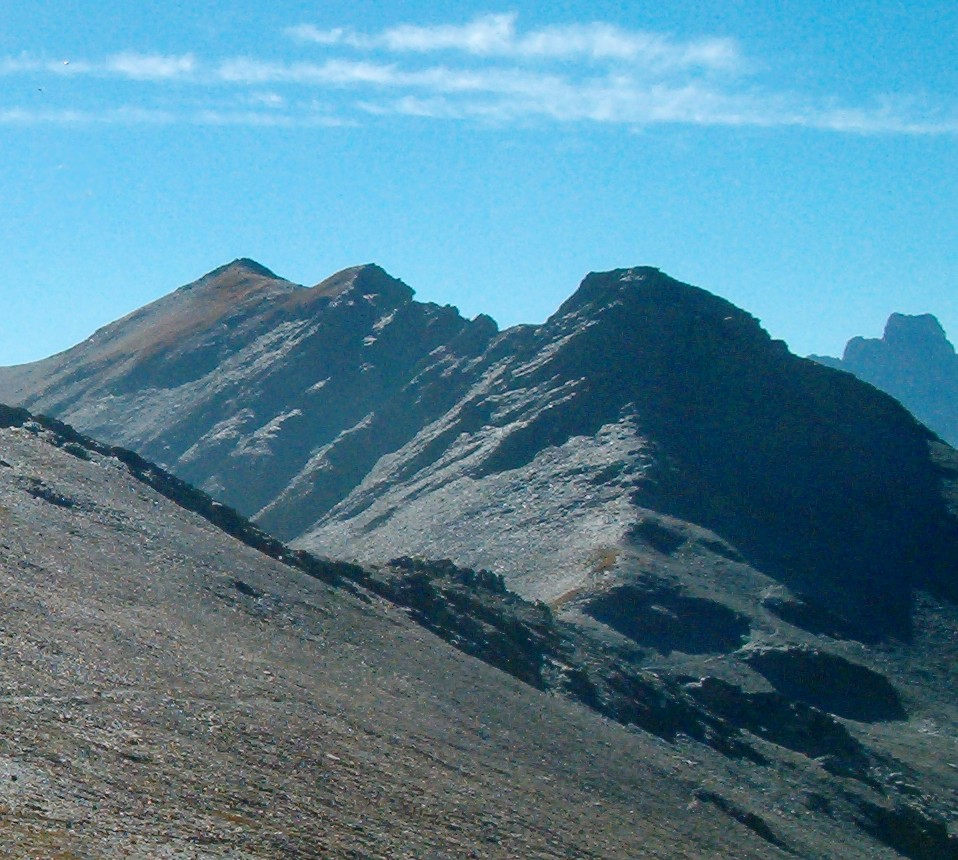
Il monte Bellino (dx) ed il monte Albrage (sx) visti da nord

Si trova sul confine tra i territori comunali di Bellino a nord ed Acceglio a sud.
La vetta sorge in una zona ove lo spartiacque presenta diversi cambi di direzione. La dorsale, che si distacca dallo spartiacque alpino principale in corrispondenza del monte Maniglia, scende in direzione sud-est fino al colle di Bellino (2804 m), da dove procede in direzione est-sud-est fino alla vetta. Qui piega a nord-est, scende al passo della Colletta (2830 m) e procede con andamento serpeggiante fino alle pendici del buc Faraut, dove piega in direzione est-sud-est verso il monte Faraut. Dalla vetta, scende verso sud un costone che raggiunge il colle di Traversiera (2854 m), da dove procede nella stessa direzione verso il monte Albrage (2999 m). La costiera prosegue verso sud, separando la valle di Traversiera dalla valle del Maurin.
Il versante settentrionale, che domina la conca ai piedi del col de l'Autaret, è costituito da pareti piuttosto scoscese, in gran parte ricoperte da detriti. Il versante sud-est domina la valle di Traversiera, mentre il versante sud-ovest scende sulla valle del Maurin; entrambi questi versanti sono costituiti da pendii detritici abbastanza costanti, con affioramenti rocciosi sul versanto sud-est.
Dal punto di vista geologico, l'intera montagna è costituita dai calcescisti del Cretaceo appartenenti al complesso dei calcescisti ofiolitiferi.
Il nome deriva dalla sottostante località di Bellino.

## Ascensione alla vetta
La via normale è un percorso escursionistico senza particolari difficoltà. Si sviluppa sul pendio meridionale, sul quale si sviluppa una traccia di sentiero che conduce alla vetta. Tale traccia può essere raggiunta dalla Colletta, rientrando verso sud su sentiero e poi salendo in cresta, oppure dal colle di Bellino, salendo sotto cresta per una traccia di sentiero fino all'attacco del tratto terminale.
Il colle di Bellino può essere raggiunto sia da Sant'Anna di Bellino in val Varaita (sentieri U27 e U28), che dalle grange Collet in valle Maira (sentiero T16). La Colletta può essere raggiunta da Sant'Anna, lasciando il sentiero U27 per puntare al colle per traccia di sentiero, oppure dalla valle di Traversiera, risalendo l'ex rotabile militare e/o il sentiero T11. Il percorso da Sant'Anna attraverso la Colletta ha una difficoltà valutata in EE, mentre il percorso con salita dalla valle di Traversiera è valutato E.
In inverno, è possibile accedere alla vetta con itinerario sci-alpinistico, seguendo gli itinerari estivi.